# Der Soundtrack
Der Soundtrack ist die Soundtrack-Veröffentlichung der Seifenoper Hand aufs Herz. Sie wurde am 15. April 2011 von We Love Music (Universal Music Group) veröffentlicht.

## Entstehungsgeschichte
Mittelpunkt der Serie ist die Sing- und Tanz-AG (kurz STAG) einer Schule. Die Schauspieler singen dabei selbst. Dabei werden die Songs in die Story miteingebunden. Für den Soundtrack wurden nur Lieder ausgewählt, die auch in der Serie zu hören waren. Es handelt sich dabei ausschließlich um Coverversionen bekannter Künstler. Dabei werden sowohl Klassiker, zum Beispiel von den Rolling Stones oder Tracy Chapman, als auch zeitgenössische Musik, zum Beispiel von Lily Allen oder Rihanna, präsentiert. Von Beyoncé Knowles sind zwei Coverversionen vertreten. Die in der Serie zum Teil verkürzten Lieder werden auf dem Album in voller Länge veröffentlicht. Nicht enthalten ist die erste Single der Serie, die Coverversion Dreams, im Original von Gabrielle, die 2010 erschien.
In den Deutschen Albumcharts erreichte das Album Platz 35 und hielt sich fünf Wochen lang.

## Aufmachung
Das Albumcover zeigt lediglich das Logo der Serie ergänzt um den Schriftzug „Der Soundtrack“. Das Booklet selbst enthält (fiktive) Gruß- und Dankesworte der STAG-Mitglieder und Bilder aus der Serie.

## Titelliste
1. Chasing Cars (Original von Snow Patrol) – 4:27
2. Son of a Preacher Man (Original von Dusty Springfield) – 2:34
3. Talkin’ Bout a Revolution (Original von Tracy Chapman) – 2:39
4. Sympathy for the Devil (Original von den Rolling Stones) – 5:15
5. Let Me Entertain You (Original von Robbie Williams) – 4:24
6. If I Were a Boy (Original von Beyoncé Knowles) – 4:18
7. Fuck You (Original von Lily Allen) – 3:47
8. If a Song Could Get Me You (Original von Marit Larsen) – 3:22
9. Just the Way You Are (Original von Bruno Mars) – 3:36
10. Sweet Dreams (Original von Beyoncé Knowles) – 3:41
11. Drops of Jupiter (Original von Train) – 4:24
12. A Million Miles Away (Original von Rihanna) – 4:08

## Sänger
Folgende Darsteller aus Hand aufs Herz waren an den aufgenommenen Songs beteiligt:
- Amelie Plaas-Link als Lara Vogel (Lied 4)
- Dennis Schigiol als Dennis „Hotte“ Horstfeld (Lied 2-3, 5, 7, 9-11)
- Franciska Friede als Sophie Klein (Lied 1,4-6,9-12 )
- Kasia Borek als Emma Müller (Lied 2-11)
- Lucy Scherer als Jennifer Hartmann (Lied 3, 7)
- Rocco Stark als Timo Özgül (Lied 1-5, 7, 9-11)
- Selina Müller als Luzi Beschenko (Lied 1-5, 7-12)
- Frank Ziegler als Bodo Willhelmsen (Lied 9)